# Židovský hřbitov v Puclicích
Židovský hřbitov v Puclicích, založený údajně v roce 1750, leží jihozápadně od obce Puclice s přístupem po polní cestě odbočující doprava v půli silnice na Křenovy.
Dochováno je přes 200 náhrobních kamenů. Areál je dobře udržován, ohrazen vysokou zdí a zamyká se. Klíč lze zapůjčit v penzionu Koza v obci Vránov. I přes zrušení místní židovské obce dle zákona z roku 1890 se zde pohřbívalo až do začátku nacistické okupace.
Místní synagoga byla po přestavbě k obytným účelům zbořena v roce 1959.